# Alif Alif
Cette page contient des caractères et des mots thâna comme ހ ou ފ. En cas de problème, consultez l’article Thâna ou testez votre navigateur.
Alif Alif est une subdivision des Maldives composée de la partie Nord de l'atoll Ari, la totalité de l'atoll Rasdu et de l'île isolée de Thoddoo. Elle se situe à soixante kilomètres à l'ouest de Malé, la capitale. Alif Alif est connu pour être la zone touristique la plus développée des Maldives et pour abriter les plus beaux sites de plongée du pays. De nombreuses îles-hôtels s'y trouvent.